# L'Année terrible
Pour le téléfilm de Claude Santelli, voir L'Année terrible (téléfilm).
L'Année terrible est un recueil de poèmes de Victor Hugo publié en 1872. Il retrace l'année 1870-1871, durant laquelle la France voit, à la suite de sa défaite lors de la guerre contre la Prusse, le soulèvement de la classe ouvrière à Paris.

## Présentation

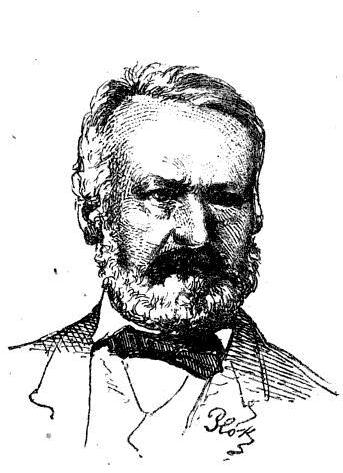
Portrait de Victor Hugo en 1870.

Cette œuvre de Victor Hugo, âgé de 70 ans, au moment de sa publication, se présente sous la forme d'un recueil de poèmes publié par la maison d'édition Michel Lévy frères, en 1872. Une édition illustrée est ensuite publiée par ce même éditeur (1873-1874) puis chez Hugues (1879).

## Historique
Cette œuvre poétique relate les événements liés à la guerre entre la France et la Prusse, conflit qui opposa le royaume de Prusse et les États coalisés allemands contre la France s'étant déroulé entre le 19 juillet 1870 et le 28 janvier 1871, puis les événements liés au soulèvement du 18 mars 1871 et à la Commune insurrectionnelle de Paris. 

Certains poèmes évoquent également le deuil subi par Victor Hugo avec la mort de son fils, Charles, dont les funérailles organisées entre la gare d'Orléans au cimetière du Père-Lachaise, se déroulèrent le premier jour du soulèvement du peuple parisien. Par respect pour Victor Hugo, les insurgés ouvrent les barricades pour laisser passer le convoi. Le poète n'oubliera pas ce geste, malgré ses divergences avec la Commune. Selon le quotidien, fondé par Charles et François-Victor Hugo, Le Rappel : 
« Trois gardes nationaux, reconnaissant Victor Hugo, se sont mis aussitôt aux côtés du corbillard et l’ont escorté, fusil sous le bras. D’autres gardes nationaux ont suivi leur exemple, puis d’autres, et bientôt ils ont été plus d’une centaine, et ils ont formé une haie d’honneur, qui a accompagné jusqu’au cimetière notre cher et regretté camarade. »
- Parti en exil en Belgique puis au Luxembourg, Victor Hugo y séjourne quelques mois pour y écrire ce recueil de poèmes avant de rentrer en France. Dans l'un de ses poèmes intitulé, À ceux qu'on foule aux pieds, il plaide pour l'amnistie des communards condamnés et n'hésite pas à décrire la misère et l'injustice liée à la situation économique et politique de cette fin de règne[réf. nécessaire].

## Œuvres

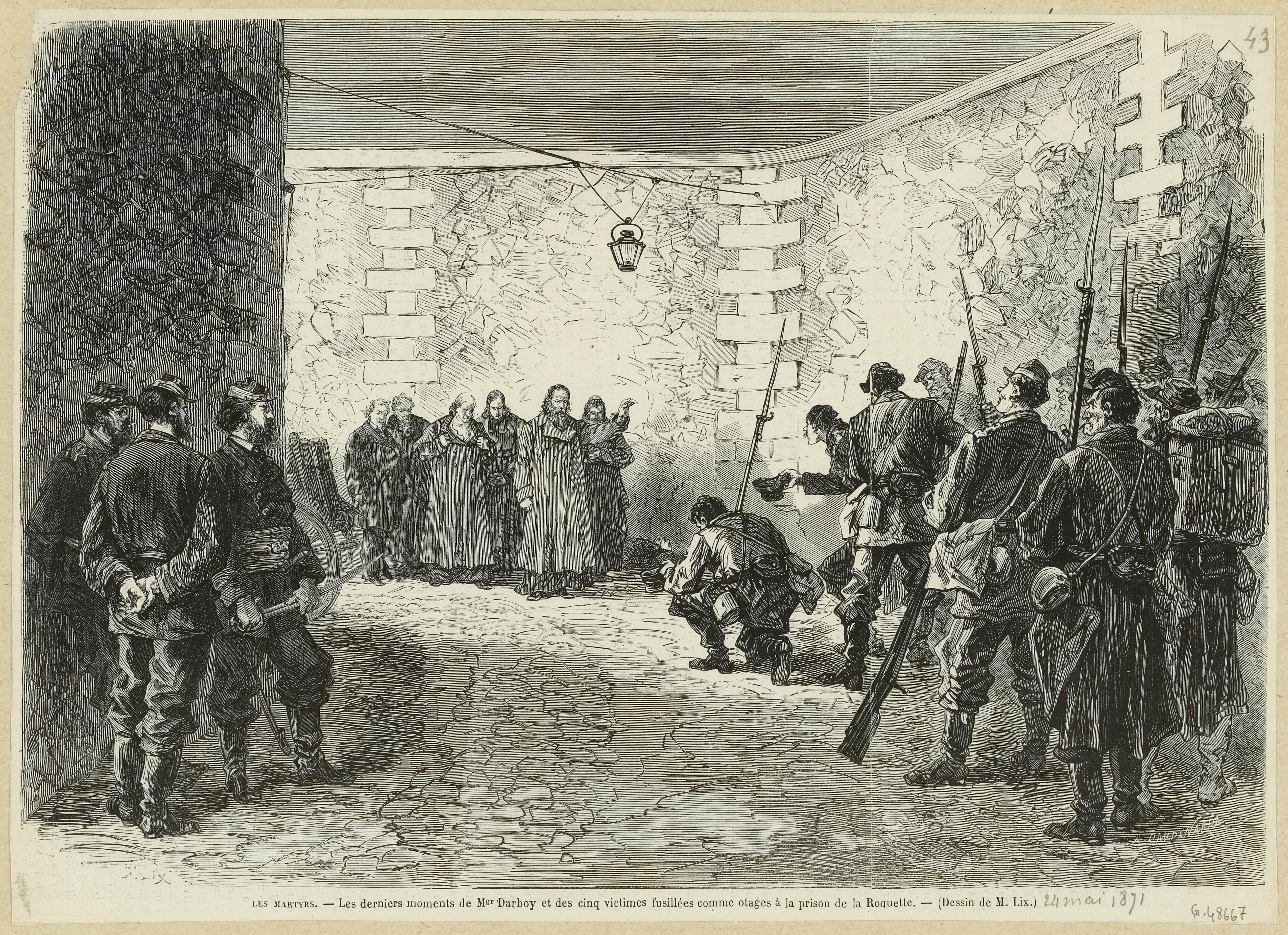
Le poème Représailles évoque les représailles effectuées par tous les protagonistes de la guerre civile, que ce soit les membres de la Commune insurrectionnelle ou les membres du gouvernement de Versailles (gravure de Daudenarde représentant l'exécution des otages de la Commune de Paris dans la prison de la Roquette).

Il s'agit d'un recueil de 97 poèmes dont un prologue (Les 7 500 000 oui) et un épilogue (Dans l'ombre), dont, notamment (poème en tête de chaque chapitre) :
- Sedan (août 1870)
- Choix entre les deux nations (septembre)
- Et voilà donc les jours tragiques revenus (octobre)
- De Haut de la muraille de Paris, à la nuit tombante (novembre)
- Ah ! c’est un rêve ! non ! nous n’y consentons point (décembre)
- 1er janvier (janvier 1871)
- Avant la conclusion du traité (février)
- N’importe, ayons foi ! Tout s’agite (mars)
- Les précurseurs (avril)
- Les deux trophées (mai)
- Un jour je vis le sang couler de toutes parts (juin)
- Les deux voix (juillet)

## Adaptation télévisuelle
L'Année terrible est adaptée en 1985 par Claude Santelli en un téléfilm homonyme, diffusé sur TF1. Il mélange documents d'archives, interviews et scènes reconstituées.